# Vattentornet, Skeppsholmen

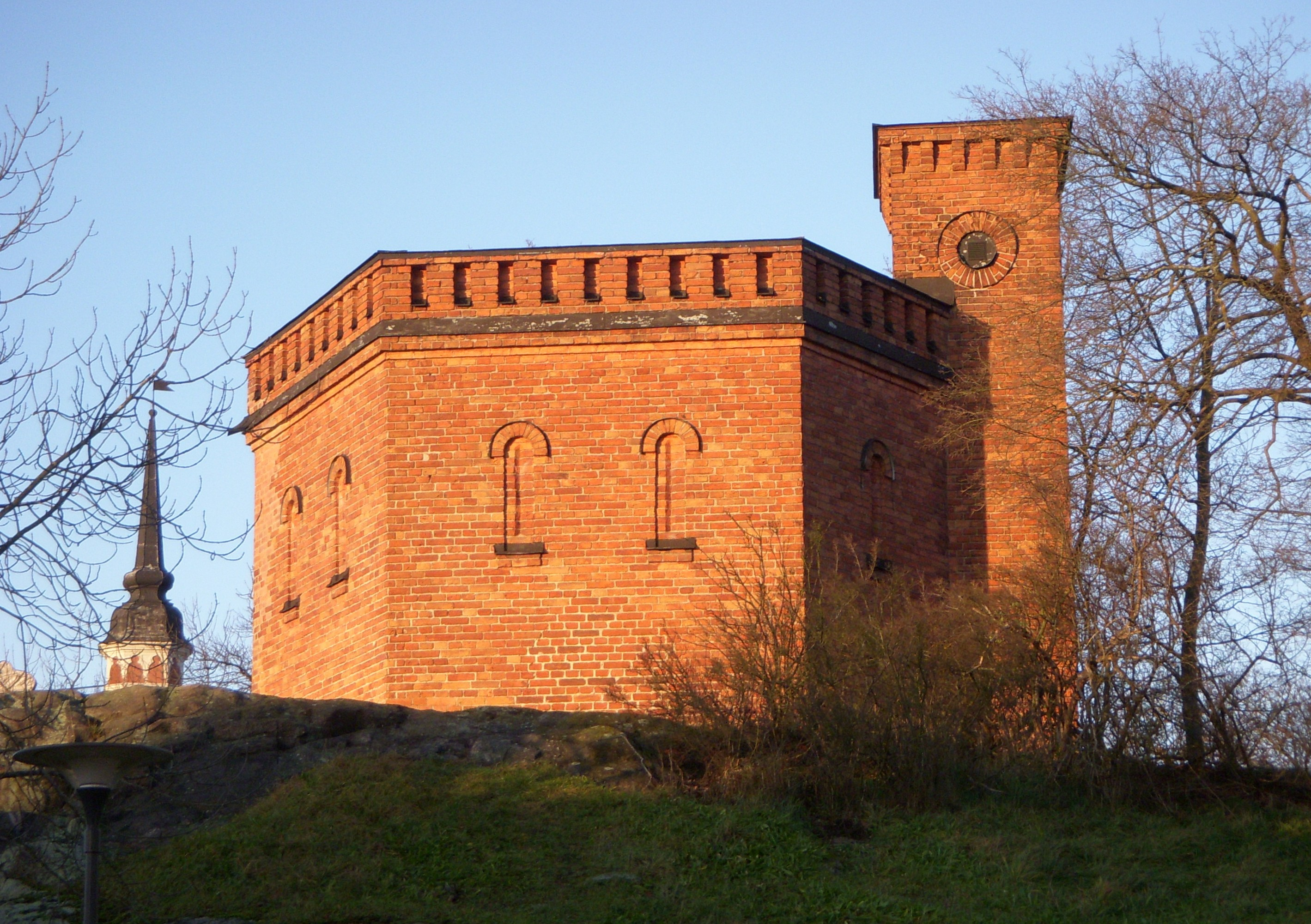
Vattentornet på Skeppsholmen, 2011.

Vattentornet är en byggnad på Skeppsholmen i Stockholm. Vattentornet tronar som en borg på öns högsta punkt, strax söder om Amiralitetshuset.

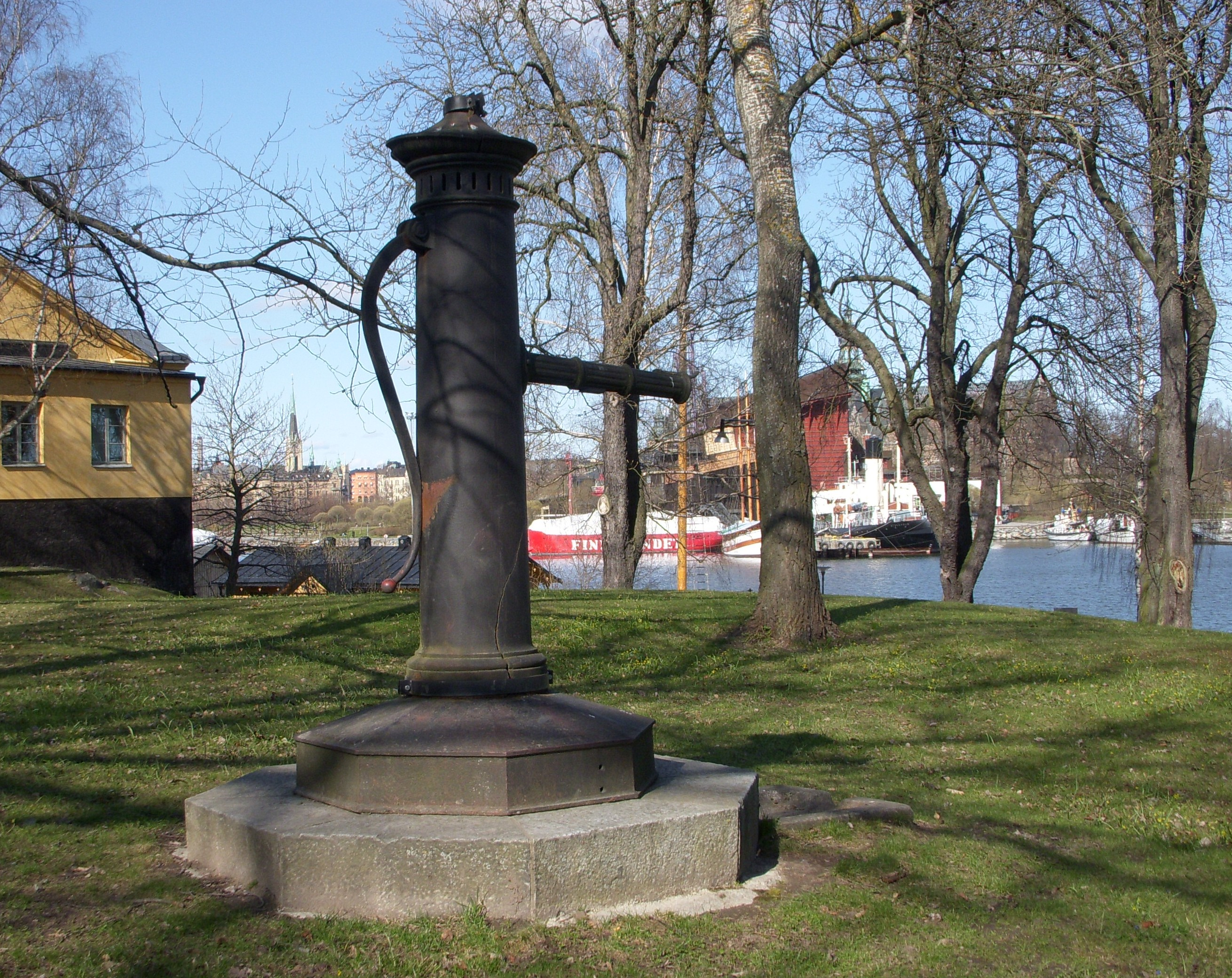
"Caisa Rultas källa"

Som på alla öar i bräckt- eller saltvatten var vattenförsörjningen på Skeppsholmen ett problem och innan ett vattentorn byggdes försörjdes öns invånare från en enda brunn, den så kallade Caisa Rultas källa. Vattentornet byggdes 1872 som Watten-reservoar, när Skeppsholmen anslöts till det nybyggda kommunala vattenledningsnätet. Byggnaden är uppförd i rött murtegel, själva vattenbehållaren var av gjutjärn och rymde 120 kubikmeter vatten. 
Eftersom vattenledningen från Stockholm till Skeppsholmen hängde fritt och oisolerad under Skeppsholmsbron var man tvungen att avtappa den vintertid för att den inte skulle frysa. Frostproblemet klarades då genom att reservoaren fylldes med vatten en gång om dygnet, därefter tömdes ledningen under bron på nytt.
Numera (2009) finns Galleri Max Ström i byggnaden som förvaltas av Statens Fastighetsverk.